# Roswitha Lüder
Roswitha Lüder, née le 19 août 1935 à Langenberg, quartier de Velbert, est une peintre informelle allemande. Elle vit et travaille à Herdecke, Hagen et au Danemark.

## Biographie
Roswitha Lüder veut devenir illustratrice de mode. En 1954, elle étudie la mode et le vêtement à l'Université d'art appliquée à  Krefeld (de). Elle poursuit ses études à l'université bergeoise de Wuppertal (de). Elle prend des cours de peinture. Elle est très vite remarquée. Elle remporte son premier pris en 1957, à Münster. La même année, elle se marie avec un camarade de classe Rudolf Vombek (de). Elle s'installe à Herdecke.
À la fin des années 1950, elle réalise des gravures sur bois et sur lino. Sa peinture évolue sans cesse entre l'abstraction et l'objectivité. Elle est considérée comme une peintre importante de l’art informel allemand des années 1960 et 1980.
Roswitha Lüder est membre de l'Association des artistes allemands et de l'Association des artistes ouest-allemands. Elle fait partie des 12 fondatrices avec qui elle crée IntAkt - Groupe d'action international des artistes visuels. Il s'agit d'une association politique et culturelle pour l'amélioration de conditions des artistes femmes et l'amélioration de la visibilité de leur production. IntAkt est créé à Vienne, en Autriche, en 1977.
De 1982 à 1984, elle enseigne à l'Université des sciences appliquées de Dortmund (de).
De 1996 à 2008, elle ouvre un deuxième atelier à Langeland  au Danemark. En 2009 un studio invité à la Cité Internationale des Arts Paris.

## Expositions
- Galerie Clasing, Münster, 1958
- Pavillon des Arts, Soest, 1959
- Galleria d'Arte Totti, Milan avec Rudolf Vombek et Galerie Falazik, Bochum, 1960
- Musée Karl-Ernst-Osthaus, Hagen avec Rudolf Vombek, 1963
- Association artistique d'Oldenbourg, 1968
- Faculté de galerie d'art, Leeds avec Rudolf Vombek, 1970
- Kunsthalle Wilhelmshaven avec Rudolf Vombek, 1972
- Cabinet d'art Hagen Schlieper et Busch, 1976
- Galerie Villingen-Schwenningen, 1983
- Association artistique de Bochum, Haus Kemnade, 1984
- Rétrospective, Märkisches Museum, Witten, 1995[5]
- Langelands Museum Rudkoebing, Danemark avec Rudolf Vombek, 2003
- Roswitha Lüder et Rudolf Vombek, Académie catholique, Schwerte, 2006[6]

## Prix et distinctions
- 1957 Prix d'art graphique « Jeune Westphalie », Association artistique de Westphalie, Musée national de Münster
- 1959 Prix d'art de l'Ev. allemand. Congrès de l'Église, Munich
- 1962 Prix supplémentaire pour le « Prix artistique de la jeunesse allemande », Württembergischer Kunstverein, Stuttgart
- 1963 Prix de parrainage pour le « Prix Karl Ernst Osthaus », Hagen
- 1964 Médaille de Bronze de la Ville de Paris, « Club International Féminin », Musée d'Art Moderne, Paris
- 1967 de la Société Aldegrever, Münster
- 1970 Bourse pour les semaines internationales de peinture, « Exemple Eisenstadt », Autriche
- 1982 Symposium international de sculpture de St. Margarethen, Autriche